# 프레디 파즈베어
프레디 파즈베어는 프레디의 피자가게 시리즈에 나오는 메인 애니매트로닉스이다.
3일차 부터 움직이며 점점 주인공이 있는 경비실로 접근한다. 이때 Restroom이라는 화장실 복도에서 프레디는 여자 화장실 안으로 들어가서 얼굴을 내민다. 프레디가 경비실 근처로 왔을때는 "하하하" 소리를 내고 동쪽홀을 너무보거나 문을 닫아도 잡힌다. 이스터에그로 무대에 프레디가 혼자있으면 CCTV를 쳐다보고 있다.

## 등장 작품

### 프레디의 피자가게
- 프레디 파즈베어 (Freddy Fazbear)

### 프레디의 피자가게 2
- 토이 프레디 (Toy Freddy)
- 구형 프레디 (Withered Freddy)

### 프레디의 피자가게 3
- 팬텀 프레디 (Phantom Freddy)

### 프레디의 피자가게 4
- 나이트메어 프레디 (Nightmare Freddy)

### 프레디의 피자가게: 시스터 로케이션
- 펀타임 프레디 (Funtime Freddy)

### 프레디의 피자가게: 피자가게 시뮬레이터
- 락스타 프레디 (Rockstar Freddy)

### 프레디의 피자가게: 헬프 원티드
- 프레디 파즈베어 (Freddy Fazbear)

```
* 다크 프레디 (Dark Freddy)
* 파티 프레디 (Party Freddy)
```

- 토이 프레디 (Toy Freddy)
- 구형 프레디 (Withered Freddy)
- 팬텀 프레디 (Phantom Freddy)
- 나이트메어 프레디 (Nightmare Freddy)
- 펀타임 프레디 (Funtime Freddy)

### 프레디의 피자가게: 시큐리티 브리치
- 글램록 프레디 (Glamrock Freddy)

## 같이 보기
- 프레디의 피자가게